# Malin Holmberg
Malin Holmberg, född 1978 i Hovmantorp, är en svensk konstnär.
Hon är utbildad på Kungliga konsthögskolan i Stockholm 2004–2009 och vid Pernbys målarskola 2002–2004. Representerad i Wanås skulpturpark med verket "Jag ska sluta älska dig". Holmberg blev årets Xet-stipendiat år 2010.